# CSK배 아시아바둑대항전
CSK배 아시아바둑대항전(일본어: CSK杯囲碁アジア対抗戦)은 CSK그룹과 일본 오키나와 현이 공동 주최한 경기로, 한국·중국·일본·타이완 4개국에서 팀당 5명이 팀을 이뤄 우승자를 결정하는 국제단체전이다. 1회 대회는 바둑 아시아컵 인 오키나와란 이름으로 개최되었다.

## 상금
우승 상금은 2천만 엔, 준우승 상금은 1천만 엔이다.

## 대국 규정
- 1회 대회는 추첨을 통한 토너먼트 방식으로, 대회가 진행되었다.
- 2회 대회부터 팀 리그 방식으로 바뀌었다.(5인 한 팀으로 구성된 4개국의 풀리그전, 총 3회전 대국.)
- 1회전 추첨 결과에 의해 3회전까지 대국 순번을 정한다. 주장이 흑백을 가리고 그 다음 순번에 의해 흑백을 번갈아 쥔다. 2회전 이후는 주장부터 5장까지의 순번 변경이 가능하다.
- 순위 결정 방법은 총 승점(팀간 승패)>>총 승수(팀 대국자들의 승수의 합)>>주장부터 5장까지 순으로 승수를 비교하여 순위를 결정한다.
- 제한시간은 각 2시간, 초읽기는 1분에 5회이다.
- 덤 6집반.

## 대회 결과
| 년도 | 회차 | 우승     | 준우승   | 3위  | 4위  |
| ---- | ---- | -------- | -------- | ---- | ---- |
| 2002 | 1    | 대한민국 | 대만     | 중국 | 일본 |
| 2003 | 2    | 일본     | 대한민국 | 중국 | 대만 |
| 2004 | 3    | 중국     | 대한민국 | 대만 | 일본 |
| 2005 | 4    | 대한민국 | 일본     | 중국 | 대만 |
| 2006 | 5    | 중국     | 대한민국 | 일본 | 대만 |

#### 2002(준결승)
| 순번 | 한국      | 전 | 적 | 중국             | 결과        |
| ---- | --------- | -- | -- | ---------------- | ----------- |
| 1장  | 조훈현9단 | O  | X  | 오타케 히데오9단 | 한국5:0일본 |
| 2장  | 이창호9단 | O  | X  | 요다 노리모토9단 | 한국5:0일본 |
| 3장  | 박영훈3단 | O  | X  | 혼다 구니히사9단 | 한국5:0일본 |
| 4장  | 유창혁9단 | O  | X  | 아와지 슈조9단   | 한국5:0일본 |
| 5장  | 이세돌3단 | O  | X  | 하네 나오키8단   | 한국5:0일본 |

#### 2002(결승)
| 순번 | 한국      | 전 | 적 | 중국        | 결과        |
| ---- | --------- | -- | -- | ----------- | ----------- |
| 1장  | 조훈현9단 | O  | X  | 린하이펑9단 | 한국5:0대만 |
| 2장  | 박영훈3단 | O  | X  | 왕밍완9단   | 한국5:0대만 |
| 3장  | 이세돌3단 | O  | X  | 양자위엔9단 | 한국5:0대만 |
| 4장  | 유창혁9단 | O  | X  | 저우쥔쉰9단 | 한국5:0대만 |
| 5장  | 이창호9단 | O  | X  | 린즈한2단   | 한국5:0대만 |

#### 결과(2003)
| 순위 | 국가   | 선수명단                                                                                 | 전적   | 승수 |
| ---- | ------ | ---------------------------------------------------------------------------------------- | ------ | ---- |
| 1위  | 일본   | 가토 마사오9단 · 야마시타 게이고9단 · 요다 노리모토9단 · 하네 나오키9단 · 유키 사토시9단 | 3승    | 11승 |
| 2위  | 한국   | 이창호9단 · 조훈현9단 · 유창혁9단 · 이세돌6단 · 송태곤4단                                | 1승2패 | 7승  |
| 3위  | 중국   | 위빈9단 · 동옌7단 · 류징8단 · 딩웨이8단 · 왕시4단                                        | 1승2패 | 6승  |
| 4위  | 타이완 | 린하이펑9단 · 왕리청9단 · 왕밍완9단 · 장쉬8단 · 왕샹런3단                                | 1승2패 | 6승  |

#### 결과(2004)
| 순위 | 국가   | 선수명단                                                                                     | 전적   | 승수 |
| ---- | ------ | -------------------------------------------------------------------------------------------- | ------ | ---- |
| 1위  | 중국   | 왕레이8단 · 위빈9단 · 왕시4단 · 쿵제7단 · 딩웨이8단                                          | 3승    | 11승 |
| 2위  | 한국   | 이창호9단 · 유창혁9단 · 이세돌9단 · 최철한7단 · 송태곤6단                                    | 2승1패 | 10승 |
| 3위  | 타이완 | 장쉬9단 · 왕리청9단 · 왕밍완9단 · 린하이펑9단 · 저우쥔쉰9단                                  | 1승2패 | 4승  |
| 4위  | 일본   | 요다 노리모토9단 · 야마시타 게이고9단 · 하네 나오키9단 · 미무라 도모야쓰9단 · 유키 사토시9단 | 3패    | 5승  |

#### 결과(2005)
| 순위 | 국가   | 선수명단                                                                                 | 전적   | 승수 |
| ---- | ------ | ---------------------------------------------------------------------------------------- | ------ | ---- |
| 1위  | 한국   | 이세돌9단 · 이창호9단 · 최철한9단 · 박영훈9단 · 김성룡9단                                | 2승1패 | 10승 |
| 2위  | 일본   | 하네 나오키9단 · 요다 노리모토9단 · 야마시타 게이고9단 · 유키 사토시9단 · 다카오 신지8단 | 2승1패 | 10승 |
| 3위  | 중국   | 저우허양9단 · 왕레이8단 · 구리7단 · 쿵제7단 · 후야오위7단                                | 2승1패 | 8승  |
| 4위  | 타이완 | 린하이펑9단 · 장쉬9단 · 왕리청9단 · 왕밍완9단 · 저우쥔쉰9단                              | 3패    | 2승  |

한국과 일본은 전적, 승수에서 동률을 기록했으나, 주장 승수에서 앞서며 한국이 우승을 차지했다.

#### 결과(2006)
| 순위 | 국가   | 선수명단                                                                            | 전적   | 승수 |
| ---- | ------ | ----------------------------------------------------------------------------------- | ------ | ---- |
| 1위  | 중국   | 구리9단 · 창하오9단 · 셰허6단 · 딩웨이8단 · 쿵제7단                                 | 3승    | 10승 |
| 2위  | 한국   | 이세돌9단 · 이창호9단 · 최철한9단 · 박영훈9단 · 고근태5단                           | 2승1패 | 10승 |
| 3위  | 일본   | 요다 노리모토9단 · 다카오 신지9단 · 야마시타 게이고9단 · 유키 사토시9단 · 고노린8단 | 1승2패 | 6승  |
| 4위  | 타이완 | 왕밍완9단 · 장쉬9단 · 왕리청9단 · 판산치7단 · 천스위엔5단                           | 3패    | 3승  |